# Joris Kramer
Joris Kramer (Heiloo, 2 agosto 1996) è un calciatore olandese, difensore del Go Ahead Eagles.

## Carriera
Cresciuto nel settore giovanile del AZ Alkmaar, nel 2016 viene prestato al Dordrecht con cui debutta fra i professionisti il 5 agosto in occasione dell'incontro di Eerste Divisie pareggiato 1-1 contro l'TOP Oss.

## Statistiche
Statistiche aggiornate al 26 settembre 2021.

### Presenze e reti nei club
| Stagione        | Squadra         | Campionato      | Campionato | Campionato | Coppe nazionali | Coppe nazionali | Coppe nazionali | Coppe continentali | Coppe continentali | Coppe continentali | Altre coppe | Altre coppe | Altre coppe | Totale | Totale | Totale |
| Stagione        | Squadra         | Comp            | Pres       | Reti       | Comp            | Pres            | Reti            | Comp               | Pres               | Reti               | Comp        | Pres        | Reti        | Pres   | Reti   |        |
| --------------- | --------------- | --------------- | ---------- | ---------- | --------------- | --------------- | --------------- | ------------------ | ------------------ | ------------------ | ----------- | ----------- | ----------- | ------ | ------ | ------ |
| 2016-2017       | Dordrecht       | 1D              | 36         | 2          | CO              | 1               | 0               |                    | -                  | -                  |             | -           | -           | 37     | 2      |        |
| 2017-2018       | Jong AZ Alkmaar | 1D              | 26         | 0          |                 | -               | -               |                    | -                  | -                  |             | -           | -           | 26     | 0      |        |
| 2018-2019       | Jong AZ Alkmaar | 1D              | 30         | 0          |                 | -               | -               |                    | -                  | -                  |             | -           | -           | 30     | 0      |        |
| 2019-2020       | AZ Alkmaar      | ED              | 1          | 0          | CO              | 0               | 0               | UEL                | 0                  | 0                  |             | -           | -           | 1      | 0      |        |
| 2020-2021       | Cambuur         | 1D              | 23         | 0          | CO              | 2               | 0               |                    | -                  | -                  |             | -           | -           | 25     | 0      |        |
| 2021-2022       | Go Ahead Eagles | ED              | 8          | 1          | CO              | 0               | 0               |                    | -                  | -                  |             | -           | -           | 8      | 1      |        |
| Totale carriera | Totale carriera | Totale carriera | 124        | 3          |                 | 3               | 0               |                    | -                  | -                  |             | -           | -           | 127    | 3      |        |

## Palmarès

### Club

#### Competizioni nazionali
- Eerste Divisie: 1

Cambuur: 2020-2021
- Coppa dei Paesi Bassi: 1

Go Ahead Eagles: 2024-2025